# Calochaeteuma morikawai
Calochaeteuma morikawai är en mångfotingart som beskrevs av Miyosi 1958. Calochaeteuma morikawai ingår i släktet Calochaeteuma och familjen Macrochaeteumatidae. Inga underarter finns listade i Catalogue of Life.